# Гаккель, Леонид Евгеньевич
Леони́д Евге́ньевич Га́ккель (27 января 1936, Ленинград — 26 августа 2024, Санкт-Петербург) — советский и российский пианист, музыковед

 и музыкальный критик. Заслуженный деятель искусств Российской Федерации. Кавалер Ордена Почёта (2004).

## Биография
Сын режиссёра Евгения Густавовича Гаккеля и актрисы Розы Мироновны Свердловой.
Окончил Ленинградскую консерваторию по классу фортепиано у Натана Перельмана и аспирантуру по специальности «история и теория исполнительства». Доктор искусствоведения, профессор Санкт-Петербургской консерватории. Заслуженный деятель искусств России.
В книгах Леонида Гаккеля собраны статьи о крупнейших российских музыкантах второй половины XX века: Евгении Мравинском, Святославе Рихтере, Марии Юдиной, Мстиславе Ростроповиче, Наталии Гутман и др.
Умер 26 августа 2024 года в возрасте 88 лет.

## Семья
Племянник искусствоведа А. Г. Гаккеля.

## Книги
- Исполнителю. Педагогу. Слушателю: Статьи, рецензии. — Л.: Советский композитор, 1988. — 168 с.
- Театральная площадь. — Л.: Советский композитор, 1990. — 156 с.
- Фортепианная музыка XX века: Очерки. — Л.: Советский композитор, 1990. — 286 с.
- Я не боюсь, я музыкант: [Сборник статей]. — СПб.: Северный олень, 1993. — 174 с.
- Величие исполнительства: М. В. Юдина и В. В. Софроницкий. — СПб.: Северный олень, 1994. — 94 с.
- В концертном зале: Впечатления 1950—1980-х гг. — СПб., Композитор, 1997. — 228 с.
- Девяностые: Конец века глазами петербургского музыканта. — СПб.: Культ-информ-пресс, 1999. — 286 с.
- Ещё шесть лет: [Сборник статей]. — СПб.: Культ-информ-пресс, 2006. — 224 с.
- Благо усталости. — СПб.: Культ-информ-пресс, 2011. — 232 с.
- «Откуда мы? Куда идем?»: лекции по истории Санкт-Петербургской консерватории. — СПб.: Изд-во Политехнического университета, 2013. — 250 с.